# Лівча
Лівча (пол. Łówcza) — село в Польщі, у гміні Наріль Любачівського повіту Підкарпатського воєводства.
Населення — 494 особи (2011).

## Розташування
Село лежить на Терногородському плато.

## Історія
Село знаходиться у давньому українському етнічному субрегіоні Любачівщина на сході Надсяння.
Вперше село згадано в архівних документах 1483 р. Від 1618 р. — королівське село.
У 1880 р. населення — 1134 осіб (706 греко-католиків). В селі діяла хата-читальня «Просвіти». В селі діяла трикласна двомовна школа, у якій навчалося 68 дітей римо-католиків, 136 — греко-католиків, 5 — юдеїв.
У 1939 році в селі проживало 1670 мешканців, з них 1110 українців-грекокатоликів, 50 українців-римокатоликів, 420 поляків і 90 євреїв. Село входило до ґміни Ліпско Любачівського повіту Львівського воєводства.
У середині вересня 1939 року німці окупували село, однак вже 26 вересня 1939 року мусіли відступити, оскільки за пактом Ріббентропа-Молотова ця територія належала до радянської зони впливу. Село зайняла Червона армія. 27.11.1939 постановою Президії Верховної Ради УРСР село включене до новоутвореної Львівської області, а 17 січня 1940 року — до Горинецького району. Внаслідок обміну Сталіном Закерзоння (включно з Холмщиною) на Литву Лівча стало прикордонним селом і було виселене. В червні 1941, з початком Радянсько-німецької війни, село знову було окуповане німцями. За німецької окупації у селі діяла українська школа. В липні 1944 року радянські війська заволоділи селом, а в жовтні 1944 року село зі складу Львівської області передано Польщі. Українців добровільно-примусово виселяли в СРСР, але вони чинили спротив у рядах УПА і підпілля ОУН. Решту українців у 1947 р. депортовано на понімецькі землі.
У Лівчі 1945 р. воїни УПА розгромили пост польської поліції.
У 1975—1998 роках село належало до Перемишльського воєводства.

## Демографія
Демографічна структура станом на 31 березня 2011 року:
|          | Загалом | Допрацездатний вік | Працездатний вік | Постпрацездатний вік |
| -------- | ------- | ------------------ | ---------------- | -------------------- |
| Чоловіки | 237     | 53                 | 161              | 23                   |
| Жінки    | 257     | 59                 | 135              | 63                   |
| Разом    | 494     | 112                | 296              | 86                   |

## Пам'ятки
- Дерев'яна церква Преп. муч. Параскевії з 1799 р., (тепер — костел) і дзвіниця з 1920 р.
- Рештки поміщицького двору і парк XVIII—ХІХ ст.